# Championnat de Maurice de football 2022-2023
Navigation
Saison précédente Saison suivante
La saison 2022-2023 de National Super League est la soixante-dix huitième édition de la première division mauricienne qui fut arrêté en 2020. Les dix meilleures équipes du pays s'affrontent à deux reprises au sein d'une poule unique. À la fin du championnat, les deux derniers du classement sont relégués et remplacés par les deux premiers de deuxième division.
La compétition s’est déroulée du 28 octobre 2022 au 15 avril 2023.

## Clubs participants
- AS Port-Louis 2000
- EBRRM
- AS de Vacoas-Phoenix
- Pamplemousses SC
- Cercle de Joachim SC
- GRSE Wanderers
- Savanne SC
- Petite Rivière Noire SC
- La Cure Sylvester
- Roche-Bois Bolton City

## Classement
Le classement est établi sur le barème de points classique (victoire à 3 points, match nul à 1, défaite à 0).
| Rang | Équipe                  | Pts | J  | G  | N | P  | Bp | Bc  | Diff |
| ---- | ----------------------- | --- | -- | -- | - | -- | -- | --- | ---- |
| 1    | GRSE Wanderers          | 42  | 18 | 13 | 3 | 2  | 30 | 10  | +20  |
| 2    | Pamplemousses SC        | 40  | 18 | 12 | 4 | 2  | 26 | 8   | +18  |
| 3    | AS Port-Louis 2000 T    | 39  | 18 | 12 | 3 | 3  | 37 | 11  | +26  |
| 4    | Cercle de Joachim SC    | 30  | 18 | 9  | 3 | 6  | 24 | 15  | +9   |
| 5    | AS de Vacoas-Phoenix    | 27  | 18 | 7  | 6 | 5  | 21 | 17  | +4   |
| 6    | Petite Rivière Noire SC | 21  | 18 | 6  | 3 | 9  | 26 | 33  | -7   |
| 7    | EBRRMR P                | 18  | 18 | 6  | 0 | 12 | 26 | 33  | -7   |
| 8    | Savanne SC              | 16  | 18 | 4  | 4 | 10 | 13 | 34  | -21  |
| 9    | La Cure Sylvester       | 14  | 18 | 4  | 2 | 12 | 14 | 37  | -23  |
| 10   | Roche-Bois Bolton City  | 7   | 18 | 1  | 4 | 13 | 6  | 208 | -202 |

| Légende : Qualifications et relégations | Légende : Qualifications et relégations                                                 |
| --------------------------------------- | --------------------------------------------------------------------------------------- |
|                                         | Qualification pour la Ligue des champions de la CAF 2023-2024                           |
|                                         | Qualification pour la Coupe de la confédération 2023-2024                               |
|                                         | Relégation directe en deuxième division                                                 |
|                                         | T : Tenant du titre P : Promu de deuxième division C : Vainqueur de la Coupe de Maurice |

## Bilan de la saison
| Championnat de Maurice de football 2022-2023 |                        |
| Champion                                     | GRSE Wanderers         |
| Coupes et trophées                           |                        |
| Vainqueur de la Coupe de Maurice 2022-2023   | GRSE Wanderers         |
| Qualifications continentales                 |                        |
| Ligue des champions de la CAF 2023-2024      | aucun                  |
| Coupe de la confédération 2023-2024          | aucun                  |
| Promotions et relégations                    |                        |
| Promus en Barclays League                    | Chebel Citizen         |
| Promus en Barclays League                    | AS Rivière du Rempart  |
| Relégués en First League                     | La Cure Sylvester      |
| Relégués en First League                     | Roche-Bois Bolton City |